# Маспаломас (маяк)
Маяк Маспаломас (исп. Faro de Maspalomas) — действующий маяк XIX века на южной оконечности испанского острова Гран-Канария Канарского архипелага. Он расположен на одном конце пляжа Маспаломас, в 4 км к югу от центра курортного города, рядом с районом, известным как дюны Маспаломас.
Маяк является отличительной достопримечательностью курорта и является самым высоким каменным маяком на Канарских островах высотой 56 м, уступая только более современному 59-метровому бетонному маяку Морро Хабле на Фуэртевентуре.
При фокусной высоте 60 м над уровнем моря его свет виден на расстоянии 19 морских миль и состоит из трех вспышек белого света в течение тринадцати секунд.

## Конструкция и оборудование
Этот маяк представляет собой конструкцию, задуманную инженером Хуаном Леоном-и-Кастильо как светящийся комплекс, состоящий из двух основных частей: дома тореадора и башни. Дом с прямоугольным планом был разработан на основе традиционной идеи, такой как канарский внутренний дворик, но четырем фасадам здания способствует эклектичная мода периода, в который он был построен. Жилище, пристроенное к основанию башни, выполняет роль цоколя, противодействующего толчкам башни.

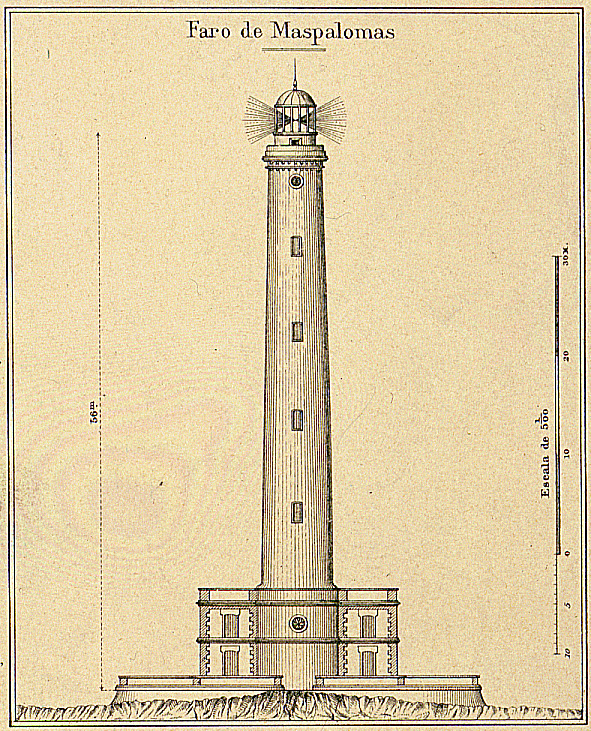
Линейный рисунок маяка Маспаломас 1895 г. Гран-Канария

Решение о строительстве маяка в Маспаломасе датируется 19 июня 1861 года, но только в 1884 году Хуану де Леону-и-Кастильо было поручено составить проект. Работы продолжались до 1889 года, и первую вспышку света маяк зажег в ночь открытия, 1 февраля 1890 года.
Башня, обращенная к морю, в южной части комплекса представляет собой цилиндр в виде усеченного конуса, который имеет средний диаметр в верхней части корпуса 6,20 м, высоту 54,70 м, а на его вершине расположен фонарь, так что набор достигает высоты 60 метров. Он имеет классическую конструкцию стержня, сечение которого уменьшается по мере приближения к капителю, завершенному кольцами и модулями. Его фасад имеет ряд продолговатых вертикальных отверстий, которые освещают лестницу, ведущую к фонарю, и наверху, под капителью, небольшую застекленную лампу, назначение которой скорее декоративное. Цвет башни сине-серый, типичный для каменной кладки, из которой она полностью построена.
Фонарь представляет собой стеклянный купол диаметром 3,7 метра, закрытый сверху. Внутри него находятся оптика, рефлекторы и 1000-ваттная галогенная лампа, излучающая белый свет со скоростью группы медленных вспышек с частотой 1+2 по 13 секунд между группами. Вспышки имеют номинальную дальность действия в ночное время в 19 морских миль.
Маяк расположен в Пунта-де-Маспаломас, в конце пляжа Маспаломас, рядом с одноименным полем дюн, бассейном и оазисом; туристическая зона в наибольшей степени находится на юге острова Гран-Канария. Это самый популярный маяк на Канарских островах, который считается символом и одним из самых известных памятников Гран-Канарии и муниципалитета Сан-Бартоломе-де-Тирахана. Помимо того, что он признан объектом общего интереса, он является одним из старейших действующих маяков на Канарских островах.
Он полностью автоматизирован и работает с использованием обычной электроэнергии, подключенной к общественной сети. Он имеет пристроенные помещения у подножия башни, в двухэтажном здании эклектичного стиля. Это сооружение примыкает к башне с северной стороны и представляет собой прямоугольное сооружение, симметричное по расположению дверей и окон, периметры которого очерчены камнем. В его углах и карнизе, завершающем всю верхнюю часть, также использованы тесаные камни, чтобы гармонизировать целое. Над входом в здание есть небольшой балкон из чайного дерева, а внутри есть внутренний дворик, который служит распределителем, дающим доступ ко всем комнатам и к самой башне. В них разные комнаты, склады и комната, которая была у смотрителя маяка; а также генератор и соответствующие аккумуляторные батареи, чтобы гарантировать работу в случае отключения или сбоя в электрической сети.

## Маяк как достопримечательность и будущее использование
Маяк Маспаломас был объявлен Правительством Канарских островов объектом культурного интереса в категории Исторического памятника в 2005 году. Его охраняемая площадь составляет 5225,72 квадратных метра.

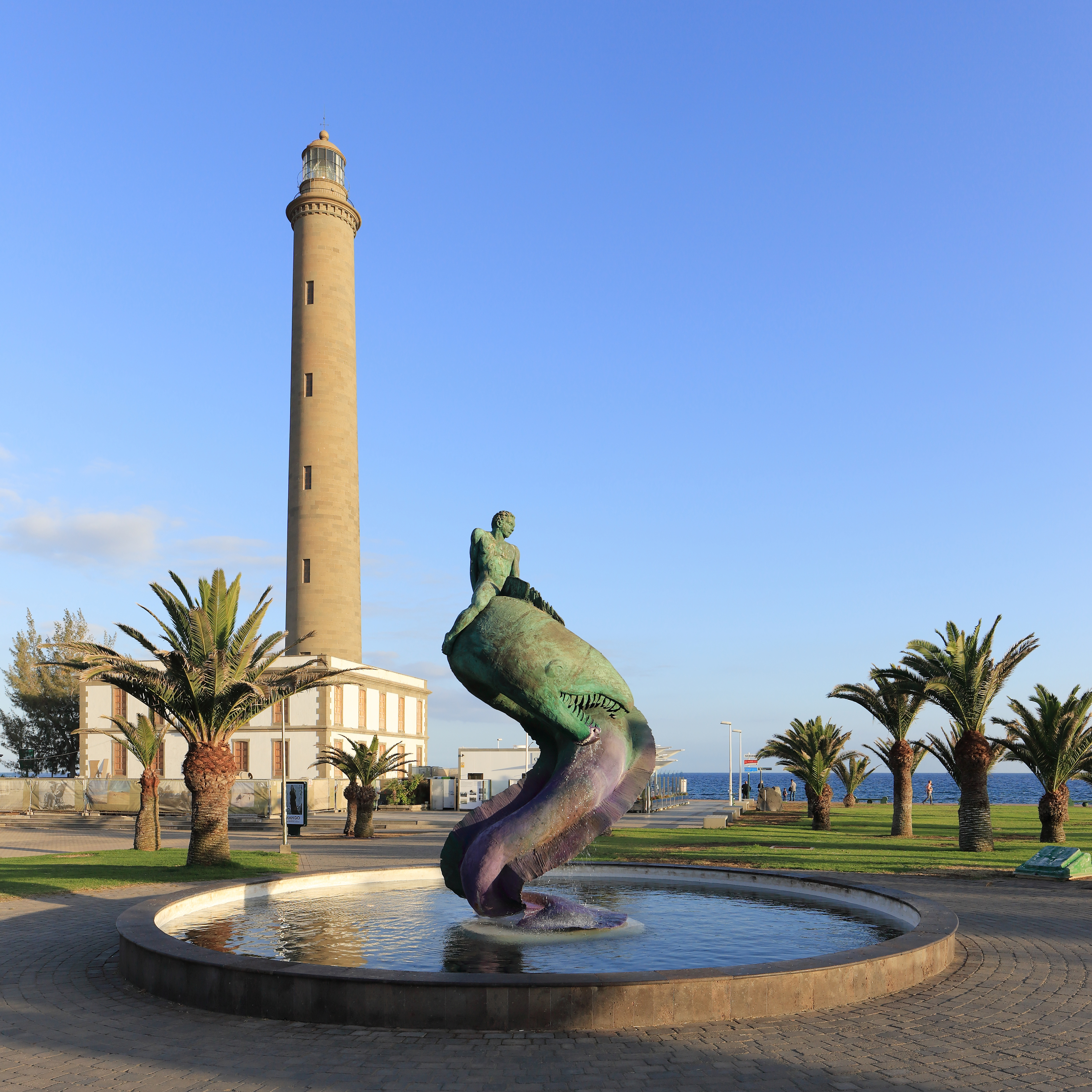
Фару-де-Маспаломас, Май 2018

По случаю Рождества 2005 года маяк впервые в своей истории был украшен рождественскими огнями. Микролампочки были размещены ратушей Сан-Бартоломе-де-Тирахана по всей длине башни, сумев увеличить ее высоту и эффектность как на расстоянии, так и от туристического анклава Мелонерас.
В феврале 2019 года маяк Маспаломас вновь открылся для публики после десяти лет закрытия. В ожидании награждения и реализации музеографического проекта для Центра этнографической интерпретации маяк Маспаломас можно посетить с выставкой быта сельских домов Гран-Канарии вместе с предметами повседневного использования до середины 20-го века. Здесь также представлены современные текстильные изделия, вдохновленные традиционными ремесленными методами. Здесь также есть кукольный дом 1930 года с семнадцатью комнатами.